# 韋加鎮區 (明尼蘇達州馬歇爾縣)
韋加鎮區（英語：Vega Township）是位於美國明尼蘇達州馬歇爾縣的一個行政鎮區。

## 地方資料
韋加鎮區的面積為116.47平方千米，皆為陸地。根據2020年美國人口普查的數據，當地共有人口135人，而人口密度為每平方千米1.16人。